# Глазово (Кимрский район)
Глазово — деревня в Кимрском районе Тверской области. Входит в состав Центрального сельского поселения.

## География
Находится в юго-восточной части Тверской области на расстоянии приблизительно 7 км на север-северо-восток по прямой от районного центра города Кимры в левобережной части района.

## История
Известна с 1780-х годов как деревня из 18 дворов, в 1806 году 11 дворов. В 1859 году здесь (деревня Корчевского уезда Тверской губернии) было учтено 13 дворов, в 1887 — 16. Ныне имеет дачный характер.

## Население
Численность населения: 63 человека (1780-е годы), 59 (1859 год), 73 (1887), 2 (русские 100 %) в 2002 году, 0 в 2010.